# Kamieniec Ząbkowicki
Kamieniec Ząbkowicki (in tedesco Camenz o Kamenz) è un comune rurale polacco del distretto di Ząbkowice Śląskie, nel voivodato della Bassa Slesia.
Ricopre una superficie di 96,24 km² e nel 2004 contava 8 828 abitanti.